# Parc national Belair
Le parc national Belair est situé à 10 km au sud d'Adélaïde, capitale de l'Australie-Méridionale. C'est le plus ancien parc de l'État.